# Euxoa tephra
Euxoa tephra là một loài bướm đêm trong họ Noctuidae.